# Centrale idroelettrica di Rasin
La centrale idroelettrica di Rasin (anche chiamata centrale idroelettrica di Fraele) è situata a Isolaccia, nella frazione di Rasin (da cui prende il nome), nel comune di Valdidentro.

## Caratteristiche
Si tratta di una centrale a serbatoio, che sfruttava le acque dell'alto bacino dell'Adda e dello Spöl (Valle dell'Inn), incanalate nei laghi artificiali del serbatoio di San Giacomo (a quota 1949 m s.l.m.) e, in cascata, al serbatoio di Cancano II, posti circa 600 metri più a monte. La centrale era collegata a quest'ultimo invaso da un sistema di condutture visibili tutt'oggi sul lato della montagna, appena fuori dall'abitato di Isolaccia. Le acque in uscita andavano a confluire nella Viola Bormina direttamente fuori dalla centrale.

## Storia
La costruzione della centrale cominciò nel 1922 ed entrò in attività nel 1928. Veniva alimentata dalla vecchia diga di Cancano I (oggi non più visibile) dalla capacita' di 25 milioni di metri cubi, attraverso un canale in pressione e tre condotte forzate. La potenza installata nell'impianto subì varie trasformazioni fino ad arrivare ai 50.000 KVA nel 1931. Negli anni '50 le modalità di esercizio cambiarono successivamente alla realizzazione dell’impianto di Premadio (sempre nel comune di Valdidentro, tuttora attivo) e della nuova diga di Cancano II, il cui invaso sommerse completamente la vecchia diga, limitando la possibilità di invasare le acque verso Rasin alla sola stagione estiva. L'impianto è stato dismesso definitivamente nel 2004.
La centrale è considerata un notevole esempio di archeologia industriale nell’Alta Valtellina. Si può considerare nell’insieme come un’architettura neorinascimentale nei moduli più raggelati dell’art - decò (‘L’età  dei Liberty in Valtellina’ F.Monteforte, 1988). La struttura architettonica è semplice, in relazione alle esigenze dell’edificio. L’utilizzo di blocchi a bugnato richiama certi palazzi rinascimentali; la copertura e la presenza di finestre-feritoie sulle due facciate più brevi ricordano certi castelli nordici; gli ampi finestroni ad arco hanno vetrate in stile art – decò. L’armonico insieme di tutti questi elementi fa di tale costruzione un ‘monumento industriale’.